# Pamela Vásquez
Pamela Vásquez (sinh ngày 10 tháng 3 năm 1981) là một cựu vận động viên bơi lội người Honduras, chuyên về các nội dung tự do ở cự ly trung bình. Vasquez chỉ thi đấu ở nội dung 200 m tự do nữ tại Thế vận hội Mùa hè 2000 ở Sydney. Cô đã nhận được một vé từ FINA, theo chương trình Đại học, trong thời gian nhập cảnh là 2:12.87. Cô tham gia lượt 1 với hai vận động viên bơi lội khác là Nisha Millet của Ấn Độ và Marella Mamoun của Cộng hòa Ả Rập Syria. Cô về đích thứ hai trong thời gian 2:15.83, theo sau người dẫn đầu Millet gần 7 giây. Vasquez đã thất bại trong trận bán kết, khi cô xếp thứ 38 chung cuộc trong các màn dạo đầu.